# 望月喜市
望月 喜市（もちづき きいち、1931年4月1日 - 2023年11月25日）は、日本の経済学者、ソ連・ロシア研究者。北海道大学名誉教授、ロシア科学アカデミー極東支部経済研究所名誉教授。NPO法人ロシア極東研理事。

## 略歴
1931年4月、静岡県・静岡市生まれ。静岡県立静岡高等学校を経て、1955年、一橋大学商学部を卒業、1957年、一橋大学大学院経済学研究科を修了し修士号取得。都留重人ゼミ出身。「経済政策によって不況や失業をどう防ぐかという問題意識があり、処方せんを求めた。イデオロギー的なあこがれもありました」としてソ連計画経済の研究に専念する。1967年論文「計画経済と社会主義企業」で博士号取得。小樽商科大学助教授、教授を経て1978年、北海道大学スラブ研究センター教授。1983年4月から1985年3月までセンター長をつとめた。1994年、同センターを定年退官。その後は北海道新聞情報研究所の客員特別研究委員として「ロシア経済スコープ」を9年にわたり執筆した他、NPO法人ロシア極東研などで活動を続けた。
2013年4月瑞宝中綬章受章。
2023年11月25日、死去した。

## 著書
- 『計画経済と社会主義企業』（雄海社、1967年）
- 『ソ連の経済統計』（アジア経済研究所、1974年）
- 『ソ連経済の再生産構造ーその統計的研究』（多賀出版、1984年）
- ユーラシアブックレット『ロシア極東と日ロ経済 20』（東洋書店、2001年）
- 歌集『つまこいの歌』（響文社、2020年）

他、編著、論文、翻訳等が多数ある。